# ATX

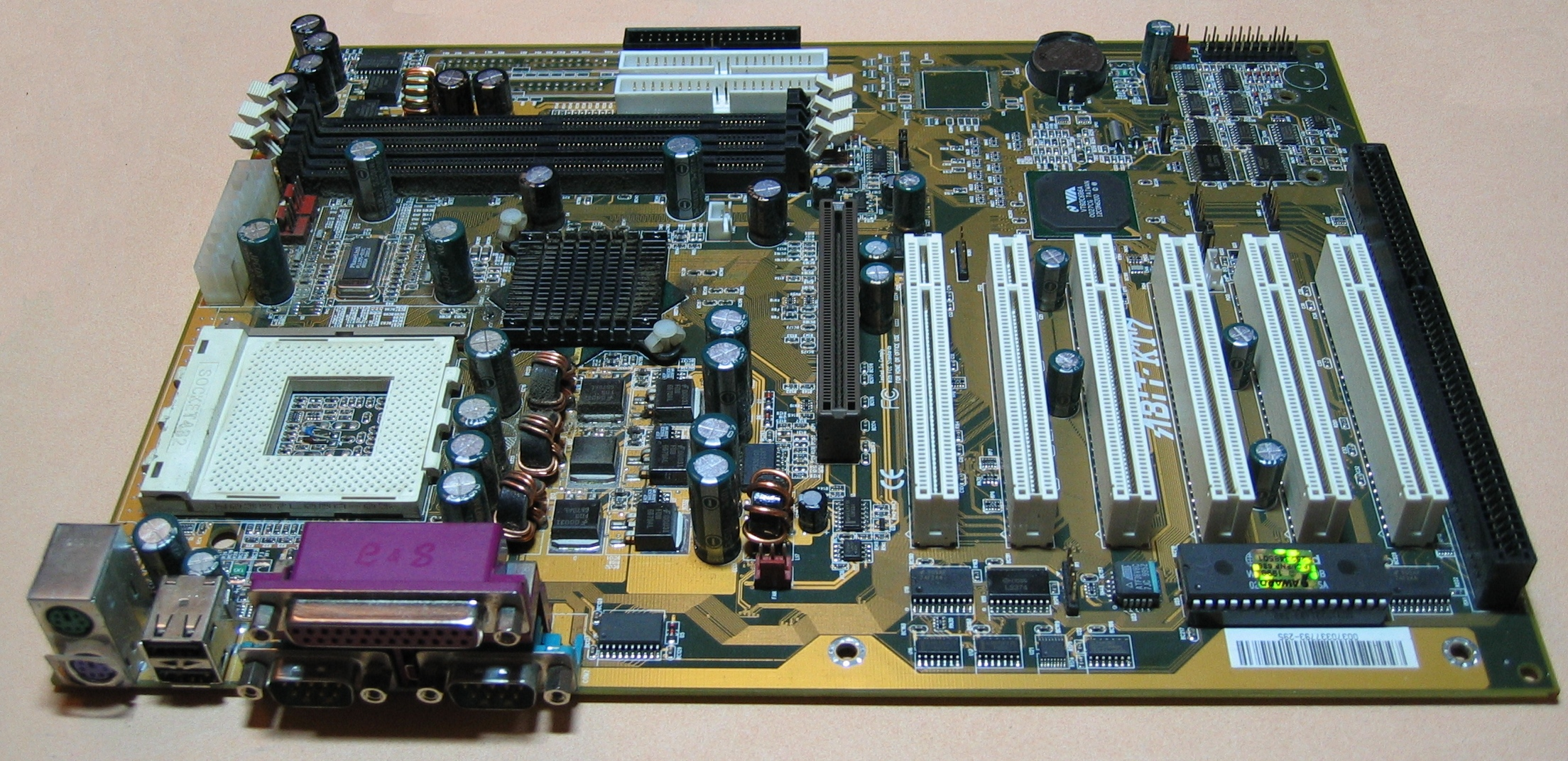
Uma placa-mãe ATX

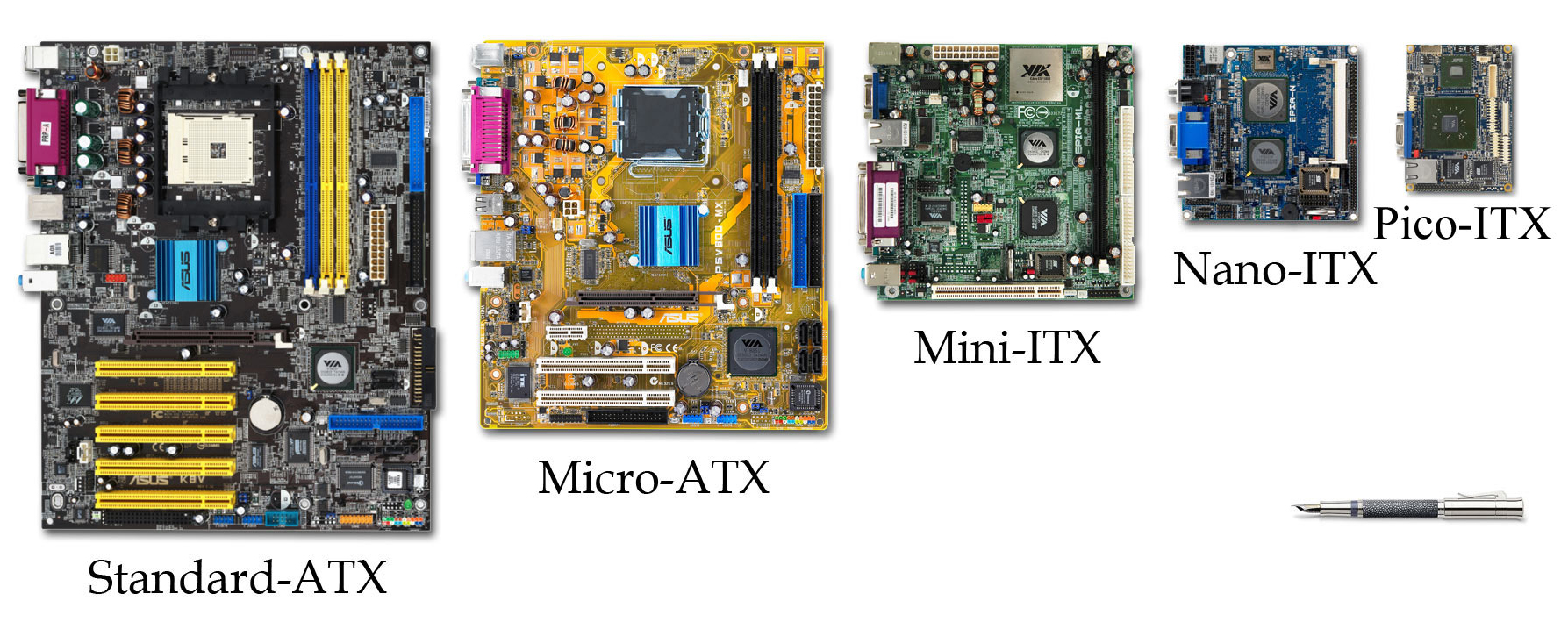
Comparação de alguns fatores de forma comuns da placa -mãe (caneta para escala)

Na informática, o Advanced Technology eXtended, abreviado ATX (em português: Tecnologia Avançada Estendida) é uma especificação de configuração de placa-mãe e fonte de alimentação desenvolvida em 1995 pela norte-americana Intel Corporation, para melhorar os padrões de fator de forma/designers anteriores, como o design AT. Foi a primeira grande mudança no design do gabinete do computador desktop, da placa-mãe e da fonte de alimentação em muitos anos, melhorando a padronização e a intercambialidade das peças. A especificação define as dimensões; os pontos de montagem; o painel de E/S; e as interfaces de alimentação e conector entre um gabinete de computador, uma placa-mãe e uma fonte de alimentação.

## Visão geral
ATX é o design de placa-mãe mais comum. Outros padrões para placas menores (incluindo microATX, FlexATX, nano-ITX e mini-ITX) geralmente mantêm o layout traseiro básico, mas reduzem o tamanho da placa e o número de slots de expansão. As dimensões de uma placa ATX de tamanho normal são 12 × 9,6 pol (305 × 244 mm), o que permite que muitos gabinetes ATX aceitem placas microATX. As especificações ATX foram lançadas pela Intel em 1995 e foram revisadas várias vezes desde então. A especificação mais recente da placa-mãe ATX é a versão 2.2. A especificação mais recente da fonte de alimentação ATX12V é 2,53, lançado em junho de 2020. EATX (Extended ATX) é uma versão maior da placa-mãe ATX com dimensões de 12 × 13 pol (305 × 330 mm). Embora algumas placas-mãe de dois soquetes de CPU tenham sido implementadas em ATX, o tamanho extra do EATX o torna o formato típico para sistemas de soquete duplo e com soquetes que suportam quatro ou oito canais de memória, para sistemas de soquete único com um grande número de slots de memória.
Em 2004, a Intel anunciou o padrão BTX (Balanced Technology eXtended), destinado a substituir o ATX. Enquanto alguns fabricantes adotaram o novo padrão, a Intel descontinuou qualquer desenvolvimento futuro do BTX em 2006. A partir de 2022, o design ATX ainda continua sendo o padrão de fato para computadores pessoais.

## Conectores

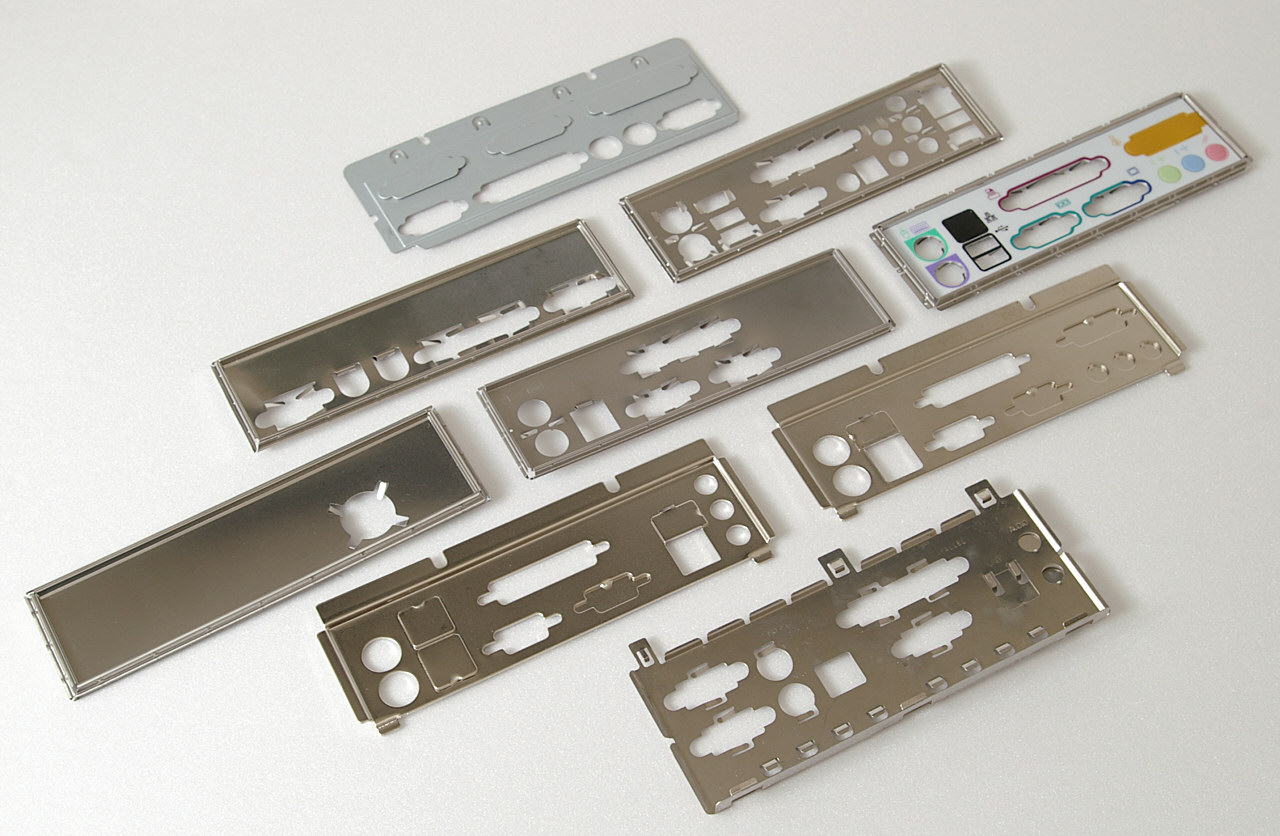
Placas de E/S ATX para conectores traseiros da placa-mãe

Na parte de trás do gabinete do computador, algumas mudanças importantes foram feitas no padrão AT. Originalmente, os gabinetes estilo AT tinham apenas um conector de teclado e slots de expansão para placas traseiras de cartão adicionais. Quaisquer outras interfaces integradas (como portas seriais e paralelas) tinham que ser conectadas por meio de cabos de fita a conectores que eram montados em espaços fornecidos pelo gabinete ou suportes colocados em posições de slot de expansão não utilizadas.
O ATX permitiu que cada fabricante de placa-mãe colocasse essas portas em uma área retangular na parte traseira do sistema com um arranjo que eles próprios pudessem definir, embora vários padrões gerais, dependendo de quais portas a placa-mãe oferece, tenham sido seguidos pela maioria dos fabricantes. As caixas geralmente são equipadas com um painel de encaixe, também conhecido como placa de E/S ou blindagem de E/S, em um dos arranjos comuns. Se necessário, as placas de E/S podem ser substituídas de acordo com a placa-mãe que está sendo instalada; as placas de E/S geralmente são incluídas em placas-mãe não projetadas para um computador específico. O computador funcionará corretamente sem uma placa instalada, embora haja lacunas abertas no gabinete que podem comprometer a triagem EMI/RFI e permitir a entrada de sujeira e corpos estranhos aleatórios. Foram feitos painéis que permitiram encaixar uma placa-mãe AT em um gabinete ATX. Algumas placas-mãe ATX vêm com uma placa de E/S integrada.
A ATX também tornou onipresentes os conectores de teclado e mouse mini-DIN estilo PS/2. Os sistemas AT usavam um conector DIN de 5 pinos para o teclado e eram geralmente usados com mouses de porta serial (embora portas de mouse PS/2 também fossem encontradas em alguns sistemas). Muitas placas-mãe modernas estão eliminando os conectores de teclado e mouse estilo PS/2 em favor do mais moderno Universal Serial Bus. Outros conectores legados que estão sendo lentamente eliminados das placas-mãe ATX modernas incluem portas paralelas de 25 pinos e portas seriais RS-232 de 9 pinos. Em seu lugar estão portas periféricas integradas, como Ethernet, FireWire, eSATA, portas de áudio (analógicas e S/PDIF), vídeo (analógica D-sub, DVI, HDMI ou DisplayPort), portas USB extras e Wi-Fi.
Um problema notável com a especificação ATX foi que ela foi revisada pela última vez quando as fontes de alimentação eram normalmente colocadas na parte superior, e não na parte inferior, dos gabinetes dos computadores. Isso levou a algumas localizações padrão problemáticas para portas, em particular a alimentação da CPU de 4/8 pinos, que normalmente está localizada ao longo da borda superior da placa para torná-la conveniente para fontes de alimentação montadas no topo. Isso torna muito difícil o alcance dos cabos das fontes de alimentação montadas na parte inferior e geralmente requer um recorte especial no painel traseiro para que o cabo venha por trás e dobre ao redor da placa, dificultando a inserção e o gerenciamento dos fios. Muitos cabos de alimentação mal alcançam ou não alcançam, ou são muito rígidos para dobrar, e extensões geralmente são necessárias devido a esse posicionamento.

## Variantes

Dimensões e posições de furo compatíveis com placas-mãe ATX, Mini-ITX e AT

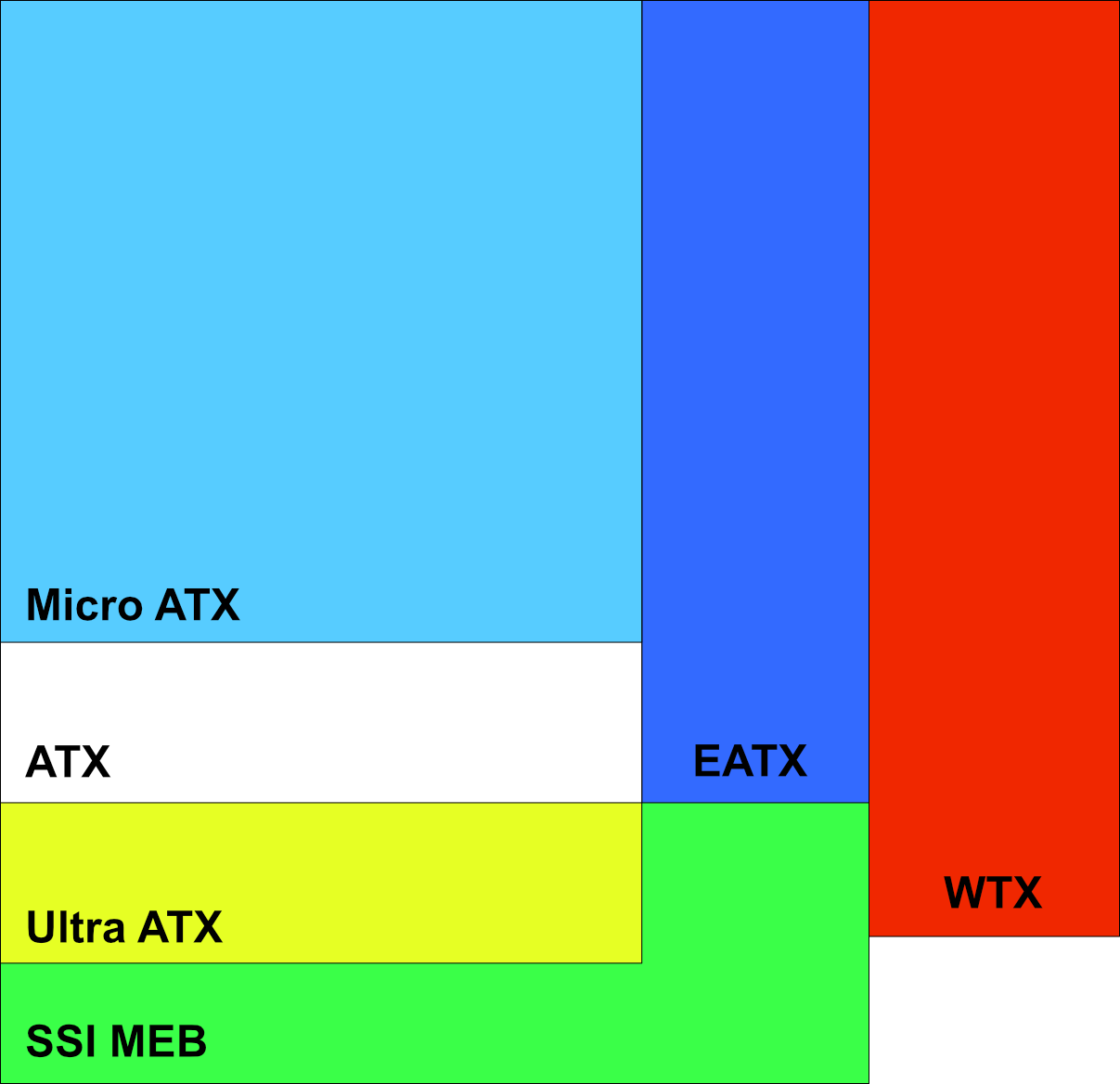
Comparação do tamanho da placa-mãe ATX; traseira está à esquerda.
microATX (244 × 244 mm)
ATX padrão (305 × 244 mm)
Ultra ATX (366 × 244 mm)
ATX estendido (EATX) (305 × 330 mm)
WTX (356 × 425 mm)
SSI MEB (411×330mm)

Vários projetos derivados de ATX foram especificados que usam a mesma fonte de alimentação, montagens e arranjo básico do painel traseiro, mas definem padrões diferentes para o tamanho da placa e número de slots de expansão. O ATX padrão oferece sete slots com espaçamento de 20 mm (0,8 pol.); o tamanho microATX popular remove 2,4 polegadas (61 mm) e três slots, deixando quatro. Aqui a largura refere-se à distância ao longo da borda do conector externo, enquanto a profundidade é da frente para trás. Observe que cada tamanho maior herda todas as áreas de cores anteriores (menores).
AOpen confundiu o termo Mini ATX com um mais recente design de 15 × 15 cm (5,9 × 5,9 pol.). Como as referências ao Mini ATX foram removidas das especificações ATX desde a adoção do microATX, a definição AOpen é o termo mais contemporâneo e o listado acima aparentemente tem apenas significado histórico. Isso soa contraditório com o padrão Mini-ITX agora comum (17 × 17 cm (6,7 × 6,7 pol)), que é uma fonte potencial de confusão. Vários fabricantes adicionaram de um a três slots de expansão adicionais (no espaçamento padrão de 0,8 polegadas) à largura padrão da placa-mãe ATX de 12 polegadas.
Os fatores de forma considerados obsoletos em 1999 incluíam Baby-AT, full size AT e o LPX semi-proprietário para casos de baixo perfil. Projetos de placas-mãe proprietárias, como os da Compaq, Packard-Bell, Hewlett Packard e outros existiam, e não eram intercambiáveis com placas e gabinetes de vários fabricantes. Computadores portáteis e notebooks e alguns servidores de montagem em rack de 19 polegadas possuem placas-mãe personalizadas exclusivas para seus produtos específicos.
| Fator de forma Design                                                               | Originado         | Data | Tamanho máx (largura × profundidade)                                                                                | Slots | Notas (uso típico, adoção de mercado) |
| ----------------------------------------------------------------------------------- | ----------------- | ---- | --- | ----- | --- |
| ATX                                                                                 | Intel             | 1995 | 12 × 9,6 pol. (305 × 244 mm)                                                                                        | 7     | Original, sucessor da placa mãe AT |
| Proprietário, específico para placas-mãe específicas para mineração de criptografia | Desconhecido      | 2011 | 12 × 8 pol (305 × 203 mm)                                                                                           | 3     | 3 cartões adicionais de slot duplo com 1 slot de espaço livre entre eles                                                                               |
| SSI CEB                                                                             | SSI               | ?    | 12 × 10,5 pol. (305 × 267 mm)                                                                                       | 7     | Compartimento de Eletrônicos Compacto |
| SSI MEB                                                                             | SSI               | 2011 | 16,2 × 13 pol (411 × 330 mm)                                                                                        | 12    | Compartimento de eletrônicos de médio porte |
| SSI EEB                                                                             | SSI               | ?    | 12 × 13 pol. (305 × 330 mm)                                                                                         | 7     | Baía de Eletrônicos Empresariais |
| SSI TEB                                                                             | SSI               | ?    | 12 × 10,5 pol. (305 × 267 mm)                                                                                       | 7     | Thin Electronics Bay, para montagem em rack, possui especificação de altura do componente da placa                                                     |
| microATX                                                                            | Intel             | 1997 | 9,6 × 9,6 pol (244 × 244 mm)                                                                                        | 4     | Se encaixa em gabinetes ATX e EATX. |
| FlexATX                                                                             | Intel             | 1997 | 9 × 7,5 pol (229 × 191 mm)                                                                                          | 3     | |
| ATX estendido (padrão)                                                              | Supermicro / Asus | ?    | 12 × 13 pol. (305 × 330 mm)                                                                                         | 7     | Orifícios dos parafusos não são totalmente compatíveis com alguns gabinetes ATX. Projetado para CPUs duplas e placas de vídeo de slot duplo quádruplo. |
| ATX estendido (comumente)                                                           | Desconhecido      | ?    | 12 × 10.1 pol (305 × 257 mm) 12 × 10.4 pol (305 × 264 mm) 12 × 10.5 pol (305 × 267 mm) 12 × 10.7 pol (305 × 272 mm) | 7     | Orifícios dos parafusos do padrão ATX |
| EE-ATX                                                                              | Supermicro        | ?    | 13.68 × 13 pol (347 × 330 mm)                                                                                       | 7     | ATX estendido aprimorado |
| Ultra ATX                                                                           | Foxconn           | 2008 | 14,4 × 9,6 pol. (366 × 244 mm)                                                                                      | 10    | Destinado a várias placas de vídeo de slot duplo e CPUs duplas.                                                                                        |
| XL-ATX                                                                              | EVGA              | 2009 | 13,5 × 10,3 pol. (343 × 262 mm)                                                                                     | 9     | |
| XL-ATX                                                                              | Gigabyte          | 2010 | 13,58 x 10,31 pol. (345 x 262 mm)                                                                                   | 7     | |
| XL-ATX                                                                              | MSI               | 2010 | 13,6 × 10,4 pol. (345 × 264 mm)                                                                                     | 7     | |
| WTX                                                                                 | Intel             | 1998 | 14 × 16,75 pol. (356 × 425 mm).                                                                                     | 9     | Descontinuado em 2008 |
| Mini-ITX                                                                            | VIA               | 2001 | 6,7 x 6,7 pol. (170 x 170 mm).                                                                                      | 1     | Originalmente projetado para home theater ou outras aplicações sem ventilador                                                                          |
| Mini-DTX                                                                            | AMD               | 2007 | 8 × 6,7 pol. (203 × 170 mm)                                                                                         | 2     | Derivado de Mini-ITX e DTX |
| BTX                                                                                 | Intel             | 2004 | 12,8 × 10,5 pol (325 × 267 mm)                                                                                      | 7     | Cancelado em 2006. Também variantes micro, nano e pico. Geralmente não é compatível com montagem ATX.                                                  |
| HPTX                                                                                | EVGA              | 2010 | 13,6 × 15 pol (345 × 381 mm)                                                                                        | 6     | Processadores duplos, 12 slots de RAM |
| SWTX                                                                                | Supermicro        | 2006 | 16,48 × 13 pol (419 × 330 mm) e outros                                                                              | 5     | Processadores quádruplos, não compatíveis com montagem ATX                                                                                             |

Embora o E-ATX verdadeiro seja de 12 × 13 pol (305 × 330 mm), a maioria dos fabricantes de placas-mãe também se refere a placas-mãe com medidas de 12 × 10,1 pol (305 × 257 mm), 12 × 10,4 pol (305 × 264 mm), 12 × 10,5 pol (305 × 267 mm) e 12 × 10,7 pol (305 × 272 mm) como E-ATX. Embora E-ATX e SSI EEB (Enterprise Electronics Bay (EEB) do Fórum de Infraestrutura de Sistema de Servidor (SSI)) compartilhem as mesmas dimensões, os orifícios dos dois padrões não estão todos alinhados; tornando-os incompatíveis.[carece de fontes?]
Em 2008, a Foxconn revelou um protótipo de placa-mãe Foxconn F1, que tem a mesma largura de uma placa-mãe ATX padrão, mas um comprimento estendido de 14,4" para acomodar 10 slots. A empresa chamou o novo design de 14,4 × 9,6 pol (366 × 244 mm) desta placa-mãe de "Ultra ATX" em sua apresentação na CES 2008. Também foi apresentado durante a CES de janeiro de 2008 o gabinete Lian Li Armorsuit PC-P80 com 10 slots projetados para a placa-mãe.
O nome "XL-ATX" foi usado por pelo menos três empresas de maneiras diferentes:
- Em setembro de 2009, a EVGA Corporation já havia lançado uma placa-mãe "XL-ATX" de 13,5 × 10,3 polegadas (343 × 262 mm) como sua EVGA X58 Classified 4-Way SLI.[8]
- A Gigabyte Technology lançou outra placa-mãe XL-ATX, com o número do modelo GA-X58A-UD9 em 2010 medindo 13,6 × 10,3 pol (345 × 262 mm), e GA-X79-UD7 em 2011 medindo 12,8 × 10,0 pol (324 × 253) milímetros). Em abril de 2010, a Gigabyte anunciou sua placa-mãe GA-890FXA-UD7 de 12,8 × 9,6 polegadas (325 × 244 mm) que permitia que todos os sete slots fossem movidos para baixo em uma posição de slot. O comprimento adicionado poderia ter permitido a colocação de até oito slots de expansão, mas a posição do slot superior está vaga neste modelo específico.
- A MSI lançou o MSI X58 Big Bang em 2010, o MSI P67 Big Bang Marshal em 2011, o MSI X79 Xpower Big Bang 2 em 2012 e o MSI Z87 Xpower em 2013, todos com 13,6 × 10,4 polegadas (345 × 264 mm). Embora essas placas tenham espaço para slots de expansão adicionais (9 e 8 no total, respectivamente), todas as três fornecem apenas sete conectores de expansão; as posições mais altas são deixadas vagas para fornecer mais espaço para a CPU, chipset e refrigeração associada.

Em 2010, a EVGA Corporation lançou uma nova placa-mãe, a "Super Record 2", ou SR-2, cujo tamanho supera o da "EVGA X58 Classified 4-Way SLI". A nova placa foi projetada para acomodar dois processadores Dual QPI soquete LGA1366 (por exemplo, Intel Xeon), semelhante ao da placa-mãe Intel Skulltrail que poderia acomodar dois processadores Intel Core 2 Quad e tem um total de sete slots PCI-E e 12 RAM DDR3 slots. O novo design é apelidado de "HPTX" e tem 13,6 × 15 polegadas (345 × 381 mm).

## Fonte de energia
A especificação ATX requer que a fonte de alimentação produza três saídas principais, +3,3 V, +5 V e +12 V. Fontes de baixa potência de −12 V e +5 V SB (standby) também são necessárias. A alimentação de -12 V é usada principalmente para fornecer a tensão de alimentação negativa para portas RS-232 e também é usada por um pino em slots PCI convencionais principalmente para fornecer uma tensão de referência para alguns modelos de placas de som. A fonte de 5 V SB é usada para produzir trickle power para fornecer o recurso soft-power do ATX quando um PC é desligado, além de alimentar o relógio em tempo real para conservar a carga da bateria do CMOS. Uma saída de −5 V era originalmente necessária porque era fornecida no barramento ISA; foi removido em versões posteriores do padrão ATX, pois se tornou obsoleto com a remoção dos slots de expansão do barramento ISA (o próprio barramento ISA ainda é encontrado em qualquer computador compatível com a antiga especificação do IBM PC; por exemplo, não encontrado em o PlayStation 4).
Originalmente, a placa-mãe era alimentada por um conector de 20 pinos. Uma fonte de alimentação ATX fornece vários conectores de alimentação para periféricos e (em sistemas modernos) dois conectores para a placa-mãe: um conector auxiliar de 8 pinos (ou 4+4 pinos) que fornece energia adicional para a CPU e um conector principal de 24 pinos conector de alimentação, uma extensão da versão original de 20 pinos. MOLEX 39-29-9202 de 20 pinos na placa-mãe. MOLEX 39-01-2200 de 20 pinos no cabo. O passo do pino do conector é de 4,2 mm (um sexto de polegada).
| Cor                  | Sinal        | Pino | Pino | Sinal        | Cor      |
| -------------------- | ------------ | ---- | ---- | ------------ | -------- |
| Laranja              | +3.3 V       | 1    | 13   | +3.3 V       | Laranja  |
| Laranja              | +3.3 V       | 1    | 13   | +3.3 V sense | Marrom   |
| Laranja              | +3.3 V       | 2    | 14   | −12 V        | Azul     |
| Preto                | Ground       | 3    | 15   | Ground       | Preto    |
| Vermelho             | +5 V         | 4    | 16   | Power on     | Verde    |
| Preto                | Ground       | 5    | 17   | Ground       | Preto    |
| Vermelho             | +5 V         | 6    | 18   | Ground       | Preto    |
| Preto                | Ground       | 7    | 19   | Ground       | Preto    |
| Cinza                | Power good   | 8    | 20   | Reservado    | Nenhum   |
| Roxo                 | +5 V standby | 9    | 21   | +5 V         | Vermelho |
| Amarelo              | +12 V        | 10   | 22   | +5 V         | Vermelho |
| Amarelo              | +12 V        | 11   | 23   | +5 V         | Vermelho |
| Laranja              | +3.3 V       | 12   | 24   | Ground       | Preto    |
| 1. 2. 3. 4. 5. 6. 7. |              |      |      |              |          |

| Cor   | Sinal     | Pino | Pino | Sinal                                | Cor     |
| ----- | --------- | ---- | ---- | ------------------------------------ | ------- |
| Verde | PS_ON#    | 1    | 6    | PWR_OK                               | Cinza   |
| Preto | COM       | 2    | 7    | +12 VSB                              | Roxo    |
| Preto | COM       | 3    | 8    | +12 V1 DC                            | Amarelo |
| Preto | COM       | 4    | 9    | +12 V1 DC                            | Amarelo |
| TBD   | Reservado | 5    | 10   | +12 V1 DC Pino de detecção de tensão | Amarelo |

| Pinos    | Fêmea/receptáculo no cabo PS | Macho/Cabeça vertical no PCB | Cabo extensor macho/plugue |
| -------- | ---------------------------- | ---------------------------- | -------------------------- |
| 4-pinos  | 39-01-2040                   | 39-28-1043                   | 39-01-2046                 |
| 20-pinos | 39-01-2200                   | 39-28-1203                   | 39-01-2206                 |
| 24-pinos | 39-01-2240                   | 39-28-1243                   | 39-01-2246                 |

Quatro fios têm funções especiais:

Pinagem dos conectores de alimentação da placa-mãe ATX 2.x, 24 pinos (superior) e quatro pinos "P4" (inferior), conforme visto no lado correspondente dos plugues

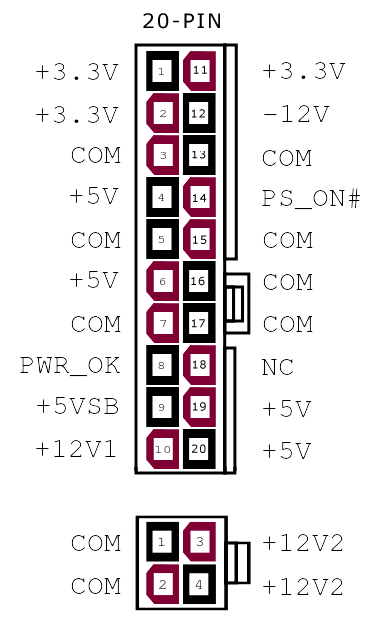
ATX 20-PIN

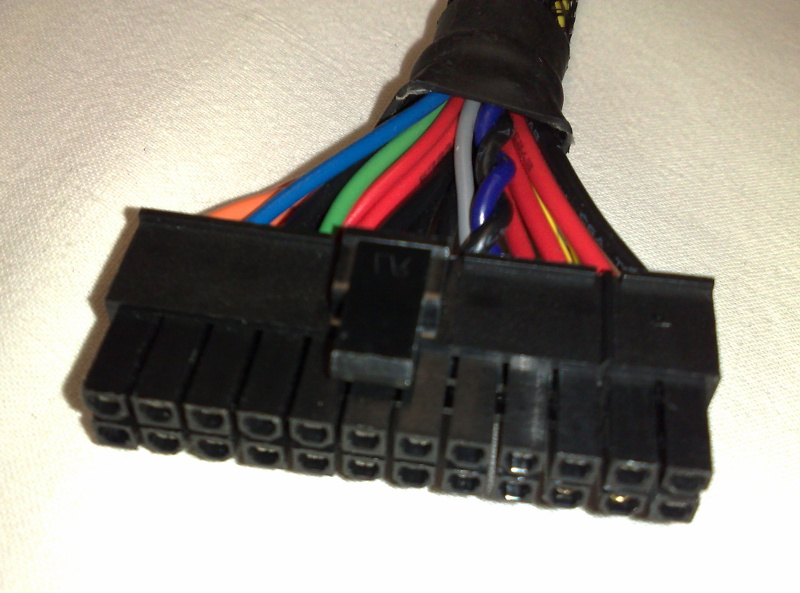
Plugue de alimentação da placa-mãe ATX de 24 pinos; os pinos 11, 12, 23 e 24 formam um plugue de quatro pinos separado destacável, tornando-o compatível com receptáculos ATX de 20 pinos

- PS_ON# (power on) é um sinal da placa-mãe para a fonte de alimentação. Quando a linha é conectada ao terra (pela placa-mãe), a fonte de alimentação é ligada. É puxado internamente até +5 V dentro da fonte de alimentação.[2]
- PWR_OK ("power good") é uma saída da fonte de alimentação que indica que sua saída se estabilizou e está pronta para uso. Ele permanece baixo por um breve período (100–500 ms) depois que o sinal PS_ON# é reduzido.[13]
- +5 V SB (+5 V standby) fornece energia mesmo quando o resto das linhas de alimentação estão desligadas. Isso pode ser usado para alimentar o circuito que controla o sinal de ativação.
  - O sensor de +3,3 V deve ser conectado ao +3,3 V na placa-mãe ou em seu conector de alimentação. Esta conexão permite o sensoriamento remoto da queda de tensão na fiação de alimentação. Alguns fabricantes também forneceram um fio sensor de +5 V (tipicamente cor de rosa) conectado a um dos fios vermelhos de +5 V em alguns modelos de fonte de alimentação; no entanto, a inclusão de tal fio era uma prática fora do padrão e nunca fez parte de nenhum padrão ATX oficial.

Geralmente, as tensões de alimentação devem estar sempre dentro de ±5% de seus valores nominais. As tensões de alimentação negativas pouco utilizadas, no entanto, têm uma tolerância de ±10%. Há uma especificação para ondulação em uma largura de banda de 10 Hz a 20 MHz:
| Fornecimento (V) | Tolerância     | Range, mín. para máx. (V) | Ripple, p. to p., max. (mV) |
| ---------------- | -------------- | ------------------------- | --------------------------- |
| +5               | ±5% (±0.25 V)  | +4.75 V a +5.25           | 050                         |
| −5               | ±10% (±0.50 V) | −4.50 V a −5.50           | 050                         |
| +12              | ±5% (±0.60 V)  | +11.40 V a +12.60         | 120                         |
| −12              | ±10% (±1.20 V) | −10.80 V a −13.20         | 120                         |
| +3.3             | ±5% (±0.165 V) | +3.135 V a +3.465         | 050                         |
| +5 standby       | ±5% (±0.25 V)  | +4.75 V a +5.25           | 050                         |

O Molex Mini-Fit Jr. de 20–24 pinos tem uma potência nominal de 600 volts, 8 amperes máximo por pino (ao usar fio 18 AWG). Como grandes placas-mãe de servidor e placas gráficas 3D exigiram progressivamente mais e mais energia para operar, foi necessário revisar e estender o padrão além do conector original de 20 pinos, para permitir mais corrente usando vários pinos adicionais em paralelo. A baixa tensão do circuito é a restrição no fluxo de energia através de cada pino do conector; na tensão nominal máxima, um único pino Mini-Fit Jr seria capaz de 4800 watts.

### Características físicas
As fontes de alimentação ATX geralmente têm as dimensões de 150 × 86 × 140 mm (5,9 × 3,4 × 5,5 pol),:23–24 com a largura e a altura sendo as mesmas do fator de forma LPX (Low Profile eXtension) anterior (que são muitas vezes incorretamente referidas como fontes de alimentação "AT" devido ao seu uso onipresente em sistemas AT e Baby AT posteriores, mesmo que os fatores de forma reais das fontes de alimentação AT e Baby AT fossem fisicamente maiores) e compartilham um layout de montagem comum de quatro parafusos dispostos na parte de trás da unidade. Essa última dimensão, a profundidade de 140 mm, é frequentemente variada, com profundidades de 160, 180, 200 e 230 mm usadas para acomodar maior potência, ventoinha maior e/ou conectores modulares.

### Principais mudanças nos designs AT e LPX

#### Interruptor de energia
Os gabinetes AT originais (estilo de gabinete plano) têm um interruptor de alimentação integrado que se projeta da fonte de alimentação e fica nivelado com um orifício no gabinete AT. Ele utiliza uma chave DPST estilo paddle e é semelhante às fontes de alimentação estilo PC e PC-XT.
Mais tarde, os gabinetes de computador estilo AT (chamado "Baby AT") e LPX têm um botão liga / desliga que é conectado diretamente à fonte de alimentação do computador do sistema (PSU). A configuração geral é um interruptor de tensão de rede de travamento de pólo duplo com os quatro pinos conectados aos fios de um cabo de quatro núcleos. Os fios são soldados ao botão liga / desliga (tornando difícil substituir a fonte de alimentação em caso de falha) ou receptáculos de lâmina foram usados.

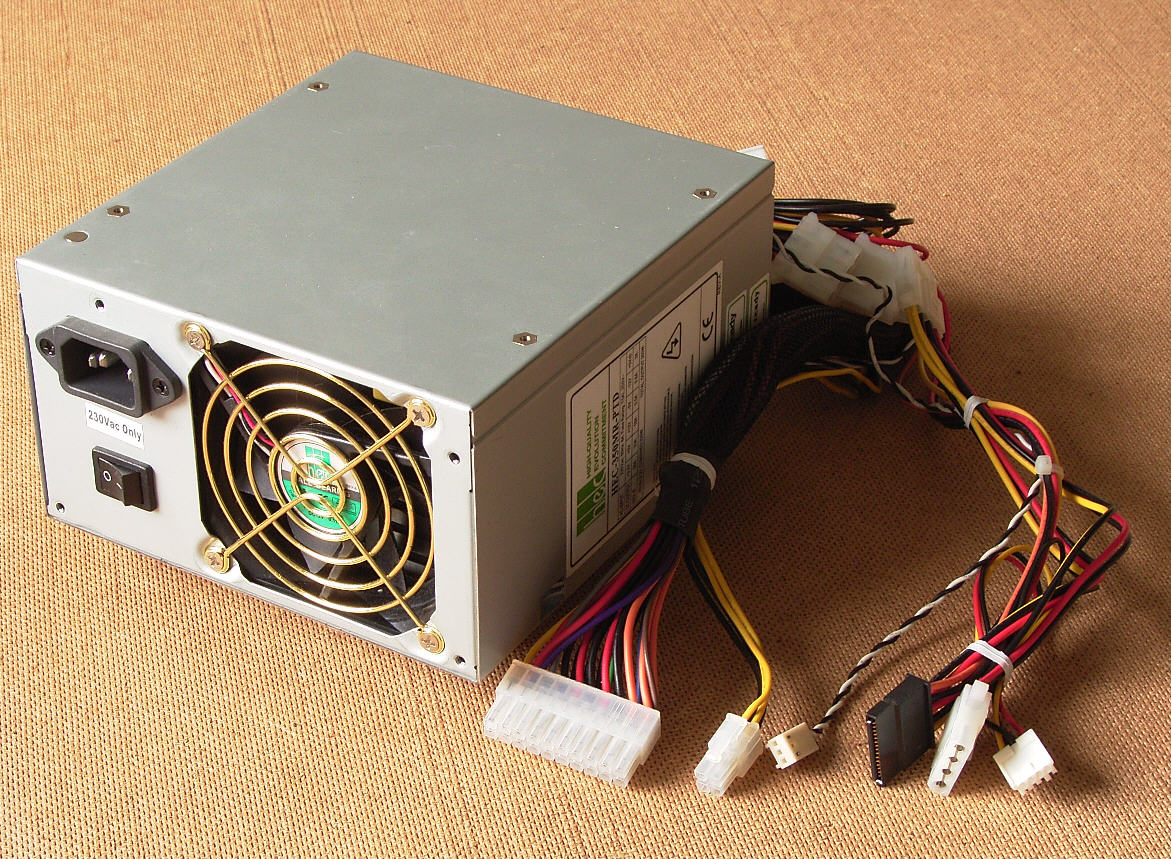
Fonte de alimentação típica ATX 1.3, (ca esquerda para a direita) os conectores são placa-mãe de 20 pinos; "conector P4 de 4 pinos"; monitor de RPM da ventoinha (falta um fio de alimentação); conector de alimentação SATA (preto); "conector Molex" e; conector de disquete.

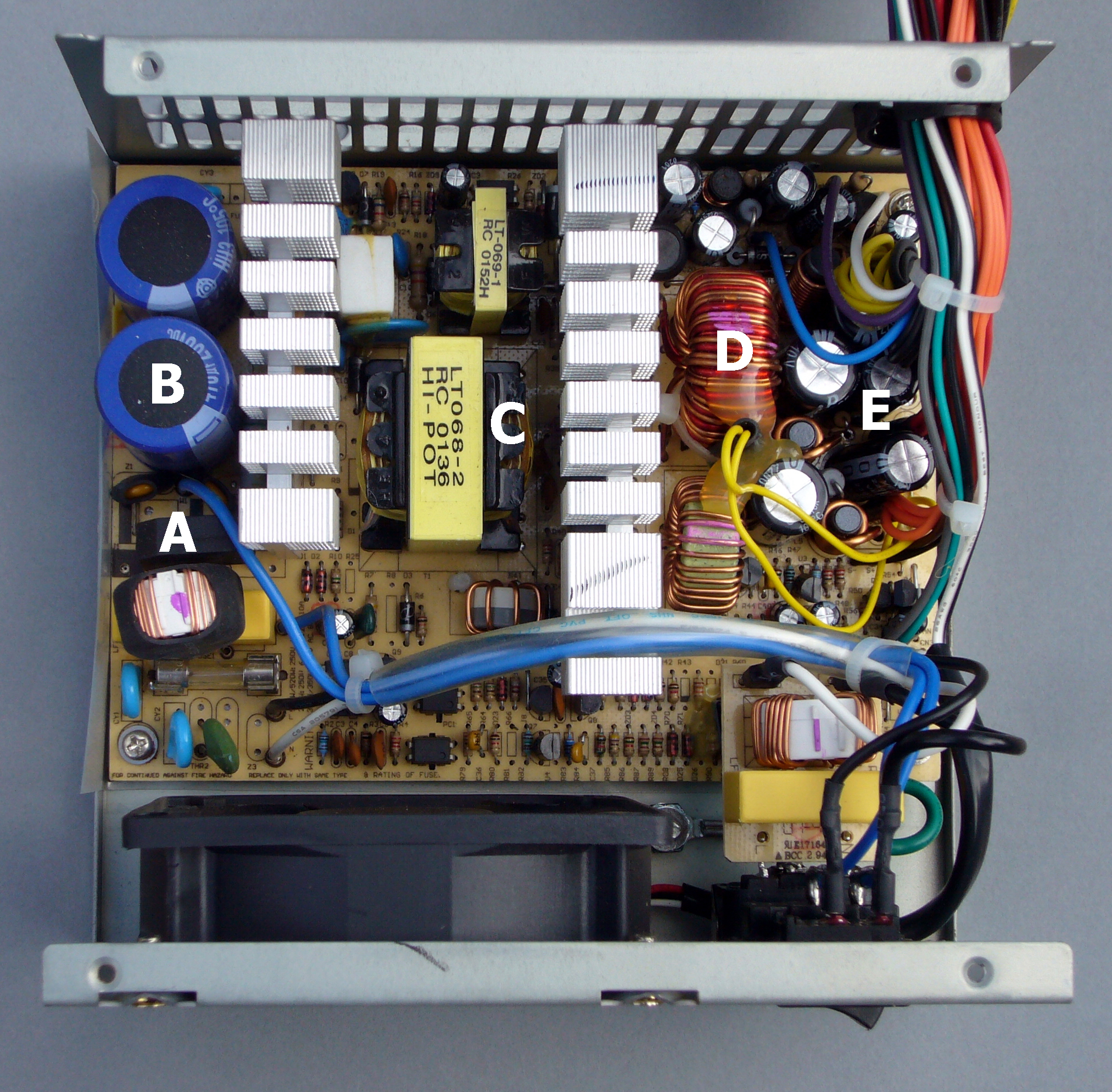
Vista interna em uma fonte de alimentação ATX

Uma fonte de alimentação ATX é normalmente controlada por um interruptor eletrônico conectado ao botão liga/desliga no gabinete do computador e permite que o computador seja desligado pelo sistema operacional. Além disso, muitas fontes de alimentação ATX possuem uma chave manual na parte traseira que também garante que nenhuma energia seja enviada aos componentes. Quando o interruptor da fonte de alimentação está desligado, o computador não pode ser ligado com o botão liga/desliga frontal.

#### Conexão de energia para a placa-mãe
A conexão da fonte de alimentação com a placa-mãe foi alterada dos antigos padrões AT e LPX; AT e LPX tinham dois conectores semelhantes que poderiam ser acidentalmente trocados forçando os diferentes conectores com chave no lugar, geralmente causando curtos-circuitos e danos irreversíveis à placa-mãe (a regra geral para uma operação segura era conectar os conectores lado a lado com os fios pretos juntos). O ATX usa um conector grande com chave que não pode ser conectado incorretamente. O novo conector também fornece uma fonte de 3,3 volts, eliminando a necessidade das placas-mãe derivarem essa voltagem do barramento de 5 V. Algumas placas-mãe, particularmente aquelas fabricadas após a introdução do ATX, mas enquanto o equipamento LPX ainda estava em uso, suportam PSUs LPX e ATX.
Se estiver usando uma PSU ATX para outros propósitos além de alimentar uma placa-mãe ATX, a energia pode ser totalmente ligada (ela está sempre parcialmente ligada para operar dispositivos de "despertar") fazendo um curto no pino "power-on" no conector ATX (pino 16, fio verde) a um fio preto (terra), que é o que o botão liga/desliga em um sistema ATX faz. Pode ser necessária uma carga mínima em uma ou mais tensões (varia de acordo com o modelo e o fornecedor); o padrão não especifica a operação sem uma carga mínima e uma PSU em conformidade pode desligar, produzir voltagens incorretas ou mau funcionamento, mas não será perigoso ou danificado. Uma fonte de alimentação ATX não substitui uma fonte de alimentação CC de laboratório de bancada com limitação de corrente; em vez disso, é melhor descrito como uma fonte de alimentação DC em massa.

#### Fluxo de ar
A especificação ATX original exigia que uma fonte de alimentação ficasse localizada perto da CPU com a ventoinha da fonte de alimentação puxando o ar de resfriamento de fora do chassi e direcionando-o para o processador. Pensava-se que nesta configuração, o resfriamento do processador seria possível sem a necessidade de um dissipador de calor ativo. Esta recomendação foi removida de especificações posteriores; as fontes de alimentação ATX modernas geralmente extraem o ar do gabinete.

### Revisões da fonte de alimentação

#### ATX original
ATX, introduzido no final de 1995, definiu três tipos de conectores de alimentação:
- "Conector Molex" de 4 pinos – transferido diretamente do padrão AT: +5 V e +12 V para discos rígidos P-ATA, CD-ROMs, unidades de disquete de 5,25 polegadas e outros periféricos.[20]
- Conector de disquete Berg de 4 pinos – transferido diretamente do padrão AT: +5 V e +12 V para unidades de disquete de 3,5 polegadas e outros periféricos.[21]
- Conector de placa-mãe Molex Mini-fit Jr. ATX de 20 pinos – novo no padrão ATX.
- Um conector AUX suplementar de 6 pinos que fornece suprimentos adicionais de 3,3 V e 5 V para a placa-mãe, se necessário. Isso foi usado para alimentar a CPU em placas-mãe com módulos reguladores de tensão da CPU que exigiam trilhos de 3,3 volts e/ou 5 volts e não conseguiam obter energia suficiente através do conector regular de 20 pinos.

A especificação de distribuição de energia definiu que a maior parte da alimentação da PSU deveria ser fornecida em barramentos de 5 V e 3,3 V, pois a maioria dos componentes eletrônicos (CPU, RAM, chipset, placas PCI, AGP e ISA) usavam 5 V ou 3,3 V para alimentação. O trilho de 12 V era usado apenas por ventiladores de computador e motores de dispositivos periféricos (HDD, FDD, CD-ROM, etc.)

#### ATX12V 1.x
Ao projetar a plataforma Pentium 4 em 1999/2000, o conector de alimentação ATX padrão de 20 pinos foi considerado insuficiente para atender aos crescentes requisitos da linha de alimentação; o padrão foi significativamente revisado para ATX12V 1.0 (ATX12V 1.x às vezes é chamado incorretamente de ATX-P4). O ATX12V 1.x também foi adotado pelos sistemas AMD Athlon XP e Athlon 64. No entanto, alguns modelos antigos de placas Athlon XP e MP (incluindo algumas placas de servidor) e placas-mãe de modelos inferiores não possuem o conector de 4 pinos conforme descrito abaixo.
A numeração das revisões do ATX pode ser um pouco confusa: ATX se refere ao design e vai até a versão 2.2 em 2004 (com os 24 pinos do ATX12V 2.0), enquanto o ATX12V descreve apenas a PSU. Por exemplo, o ATX 2.03 é bastante comum em PSUs de 2000 e 2001 e geralmente inclui o conector P4 12V, mesmo que a própria norma ainda não o tenha definido.

##### ATX12V 1.0
As principais mudanças e adições no ATX12V 1.0 (lançado em fevereiro de 2000) foram:
- Aumentou a potência no barramento de 12 V (a alimentação nos barramentos de 5 V e 3,3 V permaneceu praticamente a mesma).
- Um conector extra de 4 pinos mini fit JR (Molex 39-01-2040), conector de 12 volts para alimentar a CPU.[15]
- Eficiência mínima de 68% em plena carga.

Formalmente chamado de conector de alimentação de +12 V, é comumente chamado de conector P4 porque foi necessário primeiro para suportar o processador Pentium 4.
Antes do Pentium 4, os processadores geralmente eram alimentados pelo barramento de 5 V. Processadores posteriores operam em voltagens muito mais baixas, tipicamente em torno de 1 V e alguns consomem mais de 100 A. É inviável fornecer energia em tensões tão baixas e correntes altas a partir de uma fonte de alimentação padrão do sistema, então o Pentium 4 estabeleceu a prática de gerá-la com um conversor DC-DC na placa-mãe próximo ao processador, alimentado pelo 4 -pino conector de 12 V.

##### ATX12V 1.1
Esta é uma revisão menor de agosto de 2000. A alimentação no barramento de 3,3 V foi ligeiramente aumentada e outras mudanças menores foram feitas.

##### ATX12V 1.2
Uma revisão relativamente menor de janeiro de 2002. A única mudança significativa foi que o trilho de −5 V não era mais necessário (tornou-se opcional). Essa voltagem era exigida pelo barramento ISA, que não está mais presente em quase todos os computadores modernos.

##### ATX12V 1.3
Introduzido em abril de 2003 (um mês após 2.0). Este padrão introduziu algumas mudanças, principalmente pequenas. Alguns deles são:
- Aumentou ligeiramente a potência no trilho de 12 V.
- Aumento da eficiência mínima para carga total de 68% para 70% e eficiência mínima de PSU necessária definida para cargas leves (50% de eficiência mínima) e típicas (60% de eficiência mínima).
- Níveis acústicos definidos.
- Introdução do conector de alimentação Serial ATA (mas definido como opcional).
- A orientação para o trilho de −5 V foi removida (mas não foi proibida).[22]

#### ATX12V 2.x
O ATX12V 2.x trouxe uma mudança significativa de design em relação à distribuição de energia. Ao analisar as demandas de energia dos PCs atuais, foi determinado que seria muito mais barato e mais prático alimentar a maioria dos componentes do PC a partir de trilhos de 12 V, em vez de trilhos de 3,3 V e 5 V.
Em particular, as placas de expansão PCI Express consomem grande parte de sua energia do barramento de 12 V (até 5,5 A), enquanto as placas de vídeo AGP mais antigas consumiam apenas 1 A em 12 V e até 6 A em 3,3 V. A CPU também é acionado por um trilho de 12 V, enquanto era feito por um trilho de 5 V em PCs mais antigos (antes do Pentium 4).

##### ATX12V 2.0

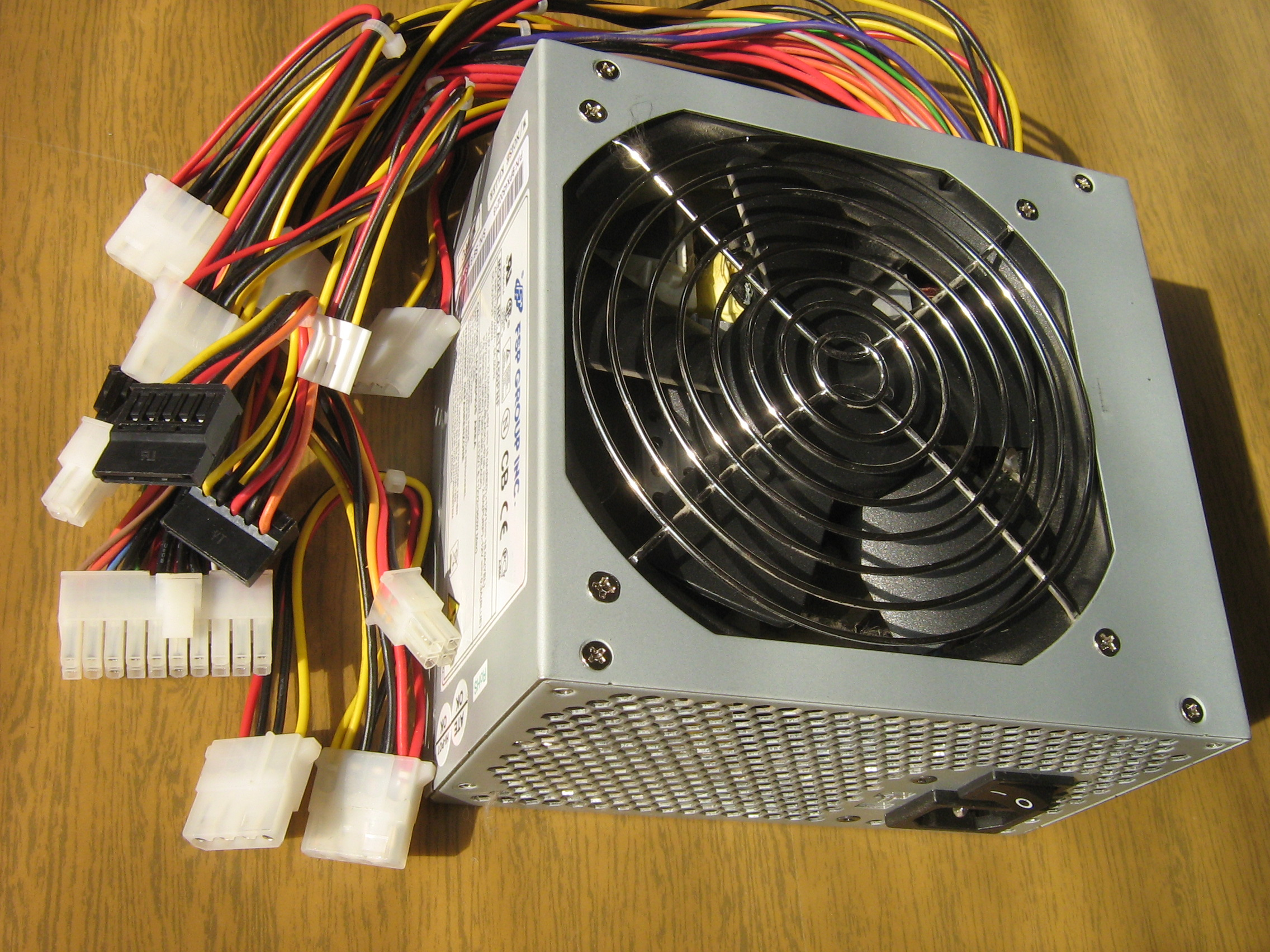
ATX-450PNF pelo Grupo FSP

As demandas de energia do PCI Express foram incorporadas ao ATX12V 2.0 (introduzido em fevereiro de 2003), que definiu uma distribuição de energia bem diferente do ATX12V 1.x:
- - A maior parte da energia agora é fornecida em trilhos de 12 V. A norma especifica que dois barramentos independentes de 12 V (12 V 2 para o conector de quatro pinos e 12 V 1 para todo o resto) com proteção de sobrecorrente independente são necessários para atender aos requisitos de energia com segurança (algumas PSUs de potência muito alta têm mais de dois trilhos; recomendações para PSUs tão grandes não são fornecidas pelo padrão).
- A energia nos trilhos de 3,3 V e 5 V foi significativamente reduzida.
- O conector da placa-mãe ATX foi estendido para 24 pinos. Os quatro pinos extras fornecem um circuito adicional de 3,3 V, 5 V e 12 V.
- O conector AUX de seis pinos do ATX12V 1.x foi removido porque os circuitos extras de 3,3 V e 5 V fornecidos agora estão incorporados no conector ATX de 24 pinos da placa-mãe.
- A fonte de alimentação deve incluir um cabo de alimentação Serial ATA.
- Eficiência mínima de 60% para carga leve, 70% para carga típica e 70% para carga total
- Muitas outras alterações e adições de especificações

##### ATX12V v2.01
Esta é uma revisão menor de junho de 2004. Uma referência errônea para o trilho de −5 V foi removida. Outras pequenas mudanças foram introduzidas.

##### ATX12V v2.1
Esta é uma revisão menor de março de 2005. A potência foi ligeiramente aumentada em todos os trilhos. Os requisitos de eficiência foram alterados: mínimo 65% em carga leve, 72% em carga típica e 70% em carga total. Introduziu valores mínimos recomendados de 75% em carga leve, 80% em carga típica e 77% em carga total.

##### ATX12V v2.2
Também lançado em março de 2005 inclui correções e especifica os terminais de fio da série High Current para placa-mãe ATX de 24 pinos e conectores de alimentação de +12 V de 4 pinos.

##### ATX12V v2.3
A partir de março de 2007. A eficiência recomendada foi aumentada para 80% (com pelo menos 70% exigido) e o requisito de carga mínima de 12 V foi reduzido. Maior eficiência geralmente resulta em menos consumo de energia (e menos calor desperdiçado) e a recomendação de 80% alinha os suprimentos com os novos mandatos do Energy Star 4.0. O requisito de carga reduzida permite a compatibilidade com processadores que consomem muito pouca energia durante a inicialização. O limite absoluto de sobrecorrente de 240 VA por trilho foi removido, permitindo que linhas de 12 V forneçam mais de 20 A por trilho.[carece de fontes?]

##### ATX12V v2.31
Esta revisão entrou em vigor em fevereiro de 2008. Ela adicionou uma especificação máxima permitida de ondulação/ruído de 400 milivolts aos sinais PWR_ON e PWR_OK, requer que a alimentação CC deva ser mantida por mais de 1 milissegundo após o sinal PWR_OK cair, esclareceu a entrada específica do país conteúdo harmônico de linha e requisitos de compatibilidade eletromagnética, adicionou uma seção sobre Climate Savers, atualizou os gráficos de configuração de fonte de alimentação recomendados e atualizou os gráficos de regulamentação cruzada.

##### ATX12V v2.32
Este é o nome não oficial dado às revisões posteriores da especificação v2.31.

##### ATX12V v2.4
As especificações ATX12V 2.4 foram publicadas em abril de 2013. Elas são especificadas na Revisão 1.31 do 'Design Guide for Desktop Platform Form Factors', que o nomeia como ATX12V versão 2.4.

##### ATX12V v2.51
As especificações do ATXV12 2.51 foram lançadas em outubro de 2017 e introduziram suporte para o Modo de Suspensão Alternativo (ASM), que substitui o estado de energia S3 tradicional. O Windows 10 implementa essa funcionalidade como Modern Standby.

##### ATX12V v2.52
As especificações para ATXV12 2.52 foram lançadas em maio de 2018, introduzindo pequenas alterações no padrão, principalmente exigindo que os fabricantes de fontes de alimentação garantam que as fontes de alimentação com suporte ao Modo de Suspensão Alternativo (ASM) sejam capazes de suportar ciclos de energia a cada 180 segundos (480 vezes por dia ou 175.200 por ano). Recomenda-se também que os ventiladores da fonte de alimentação liguem com pelo menos dois segundos de atraso para uma melhor experiência do usuário.

##### ATX12V v2.53
As especificações do ATXV12 2.53 foram lançadas em maio de 2020 e constituem outra pequena atualização do padrão ATX. ATXV12 2.53 faz mais recomendações sobre eficiência e faz referência à Especificação de Computadores Energy Star Versão 8.0, que foi finalizada em abril de 2020.

#### ATX 3.0
As especificações do ATX 3.0 foram lançadas em fevereiro de 2022. Ele inclui o novo conector 12VHPWR de 16 pinos que pode fornecer até 600 W para placas gráficas. Eles incorporam linhas de dados para que os componentes negociem recursos de energia com a PSU para que não consumam mais energia do que a PSU é capaz de fornecer. A especificação também possui requisitos mais rígidos para o manuseio de picos.

### Derivados da fonte de alimentação

#### ATX12VO
Representando apenas ATX 12 volts, esta é uma nova especificação publicada pela Intel em 2019, destinada a sistemas pré-construídos na primeira execução e possivelmente afetando sistemas DIY e "alta expansibilidade" (definidos como um computador pré-construído com uma GPU discreta) quando surge um mercado. Foi motivado por requisitos mais rígidos de eficiência de energia da Comissão de Energia da Califórnia que entrará em vigor em 2021. Vários OEMs já estavam usando um design semelhante com conectores proprietários e isso efetivamente os padroniza.
Sob este padrão, as fontes de alimentação fornecem apenas uma saída de 12 V. ATX12VO introduz um novo conector de 10 pinos para alimentar a placa-mãe, substituindo o conector ATX12V de 24 pinos. Isso simplifica muito as fontes de alimentação, mas move a conversão DC para DC e alguns conectores para a placa-mãe. Notavelmente, os conectores de alimentação SATA, que incluem pinos de 3,3 V e 5 V, precisam ser movidos para a placa-mãe em vez de serem conectados diretamente à fonte de alimentação.

#### SFX

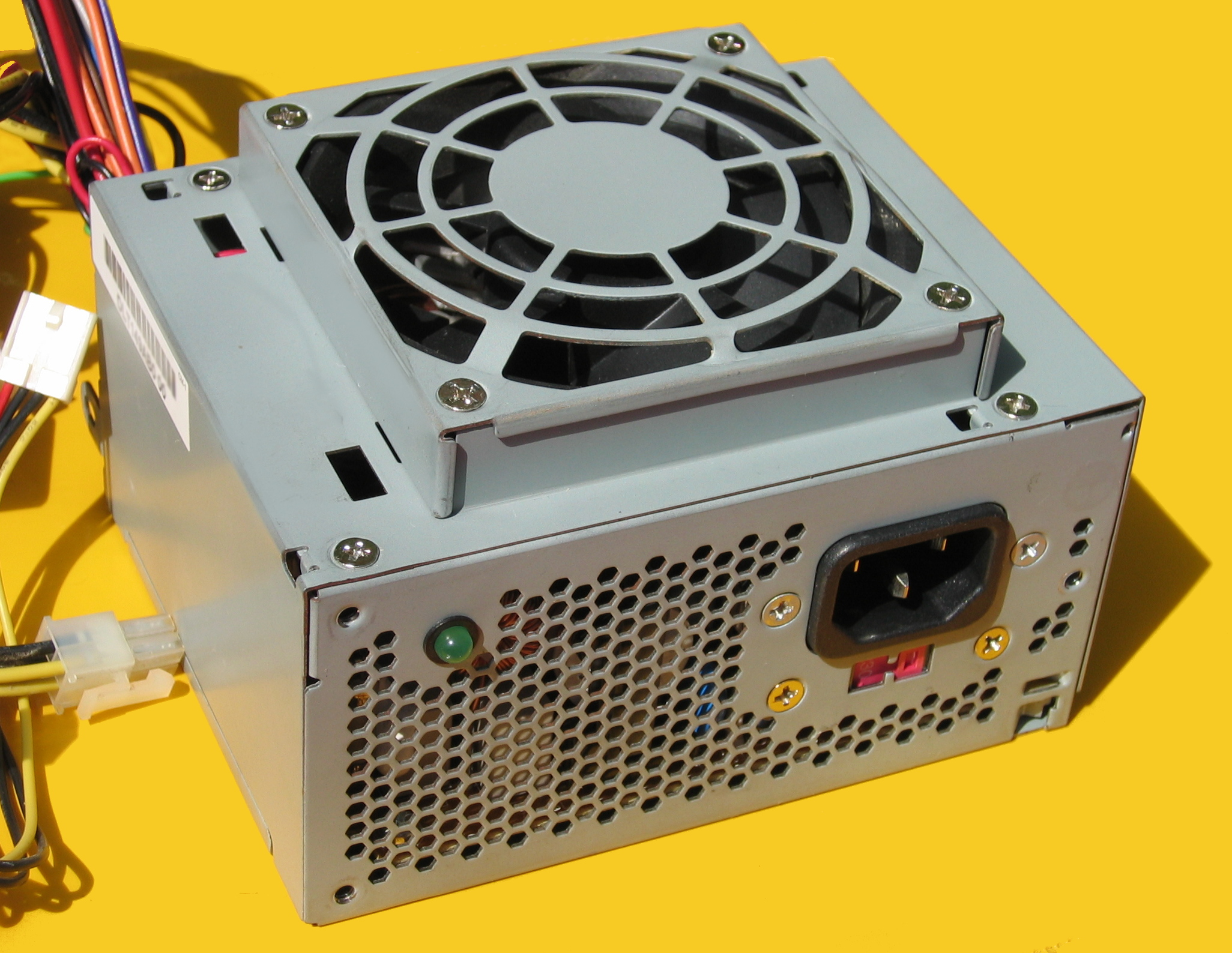
Uma fonte de alimentação SFX

O SFX é apenas um design para uma caixa de fonte de alimentação de fator de forma pequeno (SFF) (como aquelas que usam microATX, FlexATX, nano-ITX, mini-ITX e NLX ), com as especificações de energia quase idênticas ao ATX. Assim, uma fonte de alimentação SFX é principalmente compatível com pinos da fonte de alimentação ATX, pois a principal diferença é suas dimensões reduzidas; a única diferença elétrica é que as especificações SFX não requerem o trilho de −5 V. Como −5 V é exigido apenas por algumas placas de expansão de barramento ISA, isso não é um problema com hardware moderno e diminui os custos de produção. Como resultado, o pino ATX 20, que carrega -5 V, está ausente nas fontes de alimentação atuais; era opcional em ATX e ATX12V versão 1.2 e excluído a partir de ATX versão 1.3.
SFX tem dimensões de 125 × 63,5 × 100 mm (largura × altura × profundidade), com uma ventoinha de 60 mm, em comparação com as dimensões ATX padrão de 150 × 86 × 140 mm. A substituição opcional da ventoinha de 80 ou 40 mm aumenta ou diminui a altura de uma unidade SFX.
Alguns fabricantes e varejistas comercializam incorretamente fontes de alimentação SFX como fontes de alimentação μATX ou MicroATX.
Alguns fabricantes fazem dimensões SFX-L de 125 × 63,5 × 130 mm para acomodar uma ventoinha de 120 mm.

#### TFX

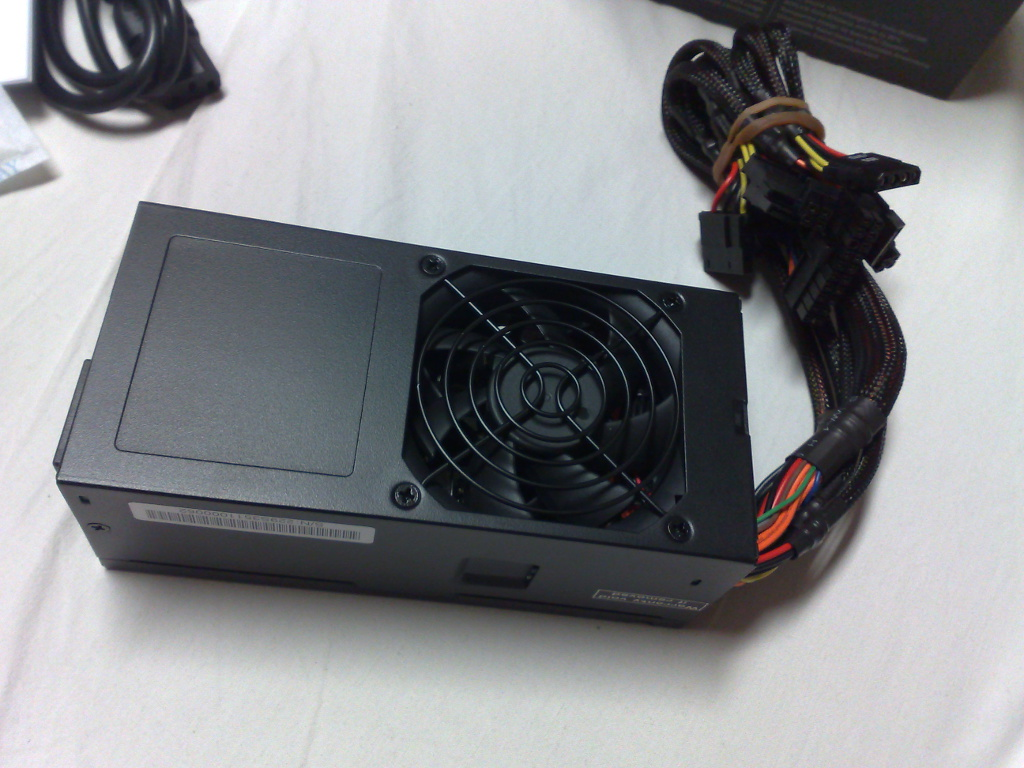
Uma fonte de alimentação TFX

Thin Form Factor é outro projeto de fonte de alimentação pequena com conectores de especificação ATX padrão. Suas dimensões são geralmente (W × H × D): 85 × 64 × 175 mm (3,34 × 2,52 × 6,89 pol).

#### WTX
As fontes de alimentação WTX fornecem um conector de placa-mãe estilo WTX que é incompatível com o conector padrão de placa-mãe ATX.

#### AMD GES
Este é um derivado de fonte de alimentação ATX12V feito pela AMD para alimentar sua plataforma Athlon MP (processador duplo). Foi usado apenas em placas-mãe Athlon MP de última geração. Ele possui um conector suplementar especial de 8 pinos para placa-mãe, portanto, uma PSU AMD GES é necessária para essas placas-mãe (essas placas-mãe não funcionarão com PSUs ATX(12 V).
a. Conector da placa-mãe P1 de 24 pinos ATX12V-GES. A pinagem no conector da placa-mãe é a seguinte ao visualizar a placa-mãe de cima:
| Pino | Sinal   | Cor      | Pino | Sinal  | Cor      |
| ---- | ------- | -------- | ---- | ------ | -------- |
| 12   | 12 V    | Amarelo  | 24   | 12 V   | Amarelo  |
| 11   | 12 V    | Amarelo  | 23   | GND    | Preto    |
| 10   | GND     | Preto    | 22   | GND    | Preto    |
| 9    | GND     | Preto    | 21   | 3.3 V  | Laranja  |
| 8    | 3.3 V   | Laranja  | 20   | 3.3 V  | Laranja  |
| 7    | 3.3 V   | Laranja  | 19   | 3.3 V  | Laranja  |
| 6    | GND     | Preto    | 18   | GND    | Preto    |
| 5    | PS_ON_N | Verde    | 17   | −12 V  | Azul     |
| 4    | GND     | Preto    | 16   | 5 V SB | Roxo     |
| 3    | GND     | Preto    | 15   | GND    | Preto    |
| 2    | 5 V     | Vermelho | 14   | 5 V    | Vermelho |
| 1    | 5 V     | Vermelho | 13   | 5 V    | Vermelho |

b. Conector da placa-mãe P2 de 8 pinos ATX12V-GES. Esta pinagem no conector da placa-mãe é a seguinte ao visualizar a placa-mãe de cima:
| Pino | Sinal  | Cor      | Pino | Sinal | Cor                    |
| ---- | ------ | -------- | ---- | ----- | ---------------------- |
| 4    | GND    | Preto    | 8    | 12 V  | Amarelo listrado preto |
| 3    | GND    | Preto    | 7    | 12 V  | Amarelo listrado preto |
| 2    | PWR_OK | Cinza    | 6    | 12 V  | Amarelo listrado preto |
| 1    | 5 V    | Vermelho | 5    | GND   | Preto                  |

#### EPS12V
EPS12V é definido em Server System Infrastructure (SSI) e usado principalmente por sistemas SMP/multi-core, como Core 2, Core i7, Opteron e Xeon. Ele tem um conector de placa-mãe ATX de 24 pinos (igual ao ATX12V v2.x), um conector secundário de 8 pinos e um conector terciário de 4 pinos opcional. Em vez de incluir o cabo extra, muitos fabricantes de fontes de alimentação implementam o conector de 8 pinos como dois conectores de 4 pinos combináveis para garantir compatibilidade retroativa com placas-mãe ATX12V.

### Alterações e adições de especificações
As demandas de energia de placas de vídeo de alto desempenho aumentaram drasticamente durante a década de 2000 e algumas placas gráficas de ponta têm demandas de energia que excedem as capacidades de slot AGP ou PCIe. Para essas placas, a alimentação suplementar era fornecida por meio de um conector de alimentação de disquete ou periférico padrão de 4 pinos. Placas gráficas PCIe de gama média e alta fabricadas após 2004 normalmente usam um conector de alimentação PCIe padrão de 6 ou 8 pinos diretamente da PSU.

### Troca de PSU
Embora as especificações da fonte de alimentação ATX sejam compatíveis verticalmente nos dois sentidos (tanto elétrica quanto fisicamente), existem problemas potenciais ao misturar placas-mãe/sistemas antigos com novas PSUs e vice-versa. As principais questões a considerar são as seguintes:
- A alocação de energia entre os trilhos de 3,3 V, 5 V e 12 V é muito diferente entre os designs de PSU ATX mais antigos e os mais novos, bem como entre os designs de sistema de PC mais antigos e mais novos.
- As PSUs mais antigas podem não ter conectores necessários para que os sistemas de PC mais novos funcionem corretamente.
- Os sistemas mais novos geralmente têm requisitos de energia mais altos do que os sistemas mais antigos.

Esta é uma orientação prática sobre o que misturar e o que não misturar:
- Os sistemas mais antigos (antes das plataformas Pentium 4 e Athlon XP) foram projetados para extrair mais energia dos trilhos de 5 V e 3,3 V.
- Por causa dos conversores DC-DC na placa-mãe que convertem 12 V para as baixas tensões exigidas pelos processadores Intel Pentium 4 e AMD Athlon XP (e subsequentes), esses sistemas consomem a maior parte de sua energia do barramento de 12 V.
- As PSUs ATX originais têm distribuição de energia projetada para PCs pré-P4/XP. Eles não têm o conector de alimentação de CPU de 12 volts de 4 pinos suplementar, então eles provavelmente não podem ser usados com P4/XP ou placas-mãe mais recentes. Adaptadores existem, mas o consumo de energia no barramento de 12 V deve ser verificado com muito cuidado. Há uma chance de funcionar sem conectar o conector de 12 V de 4 pinos, mas recomenda-se cautela.[37]
- As PSUs ATX12V 1.x têm distribuição de energia projetada para PCs P4/XP, mas também são muito adequadas para PCs mais antigos, pois fornecem bastante energia (em relação às necessidades de PCs antigos) tanto em 12 V quanto em 5 V/3,3 V. Não é recomendado usar PSUs ATX12V 1.x em placas-mãe ATX12V 2.x porque esses sistemas exigem muito mais energia em 12 V do que as PSUs ATX12V 1.x fornecem.
- As PSUs ATX12V 2.x têm distribuição de energia projetada para PCs P4/XP tardios e para PCs Athlon 64 e Core Duo. Eles podem ser usados com PCs P4/XP anteriores, mas a distribuição de energia será significativamente abaixo do ideal, portanto, uma PSU ATX12V 2.0 mais potente deve ser usada para compensar essa discrepância.

As PSUs ATX12V 2.x também podem ser usadas com sistemas pré-P4/XP, mas a distribuição de energia será muito abaixo do ideal (os trilhos de 12 V não serão usados, enquanto os trilhos de 3,3 V/5 V serão sobrecarregados), então isso é não recomendado.
- Os sistemas que usam um barramento ISA devem ter uma PSU que forneça o trilho de −5 V, que se tornou opcional no ATX12V 1.2 e foi posteriormente descontinuado pelos fabricantes.

Alguns sistemas de marca proprietária exigem uma fonte de alimentação proprietária correspondente, mas alguns deles também podem suportar fontes de alimentação padrão e intercambiáveis.

### Eficiência
Eficiência no fornecimento de energia significa até que ponto a energia não é desperdiçada na conversão de eletricidade de um fornecimento doméstico para DC regulada. As fontes de alimentação do computador variam de cerca de 70% a mais de 90% de eficiência.
Existem várias iniciativas para melhorar a eficiência das fontes de alimentação dos computadores. A Climate Savers Computing Initiative promove a economia de energia e a redução das emissões de gases de efeito estufa, incentivando o desenvolvimento e o uso de fontes de alimentação mais eficientes. O 80 PLUS certifica vários níveis de eficiência para fontes de alimentação e incentiva seu uso por meio de incentivos financeiros. Fontes de alimentação eficientes também economizam dinheiro desperdiçando menos energia; como resultado, eles usam menos eletricidade para alimentar o mesmo computador e emitem menos calor residual, o que resulta em economias significativas de energia no ar condicionado central no verão. Os ganhos de usar uma fonte de alimentação eficiente são mais substanciais em computadores que consomem muita energia.
Embora uma fonte de alimentação com uma potência nominal maior do que a necessária tenha uma margem extra de segurança contra sobrecarga, essa unidade geralmente é menos eficiente e desperdiça mais eletricidade com cargas mais baixas do que uma unidade de tamanho mais apropriado. Por exemplo, uma fonte de alimentação de 900 watts com a classificação de eficiência 80 Plus Silver (o que significa que essa fonte de alimentação foi projetada para ser pelo menos 85% eficiente para cargas acima de 180 W) pode ser apenas 73% eficiente quando a carga é menor de 100 W, que é uma potência ociosa típica para um computador desktop. Assim, para uma carga de 100 W, as perdas para esta alimentação seriam de 27 W; se a mesma fonte for colocada sob uma carga de 450 W, para a qual a eficiência da fonte atinge 89%, a perda seria de apenas 56 W apesar de fornecer 4,5 vezes a potência útil. Para uma comparação, uma fonte de alimentação de 500 watts com a classificação de eficiência 80 Plus Bronze (o que significa que essa fonte de alimentação foi projetada para ser pelo menos 82% eficiente para cargas acima de 100 W) pode fornecer uma eficiência de 84% para uma fonte de 100 W. Carga W, desperdiçando apenas 19 W.